# Chafé
Chafé é uma localidade portuguesa sede da Freguesia de Chafé do Município de Viana do Castelo, freguesia com 7,50 km² de área e 3447 habitantes (censo de 2021), tendo, por isso, uma densidade populacional de 459,6 hab./km²
A freguesia foi criada pela Lei n.º 90/85, de 4 de outubro, com lugares desanexados da freguesia de Anha.

## Demografia
A população registada nos censos foi:
| Distribuição da População por Grupos Etários | Distribuição da População por Grupos Etários | Distribuição da População por Grupos Etários | Distribuição da População por Grupos Etários | Distribuição da População por Grupos Etários |
| -------------------------------------------- | -------------------------------------------- | -------------------------------------------- | -------------------------------------------- | -------------------------------------------- |
| Ano                                          | 0-14 Anos                                    | 15-24 Anos                                   | 25-64 Anos                                   | > 65 Anos                                    |
| 2001                                         | 474                                          | 327                                          | 1364                                         | 342                                          |
| 2011                                         | 471                                          | 328                                          | 1634                                         | 408                                          |
| 2021                                         | 479                                          | 357                                          | 1998                                         | 613                                          |

## História
A origem de Chafé parece confundir-se com uma estrutura administrativa civil e eclesiástica existente desde meados do século XI, a paróquia de S. João de Ester. Esta paróquia pertencia à Terra de Neiva, situada entre a de Santiago do Castelo de Neiva e a de São Romão de Neiva, a sul, e Santiago de Anha, a Norte.
A sua localização encontrava-se, em parte, dentro do Couto do Mosteiro beneditino de S. Romão do Neiva. Parte da paróquia de S. João de Ester - Lordelo ou Laordelo ou Dordelo - ficava, no entanto, fora do domínio dos monges beneditinos, pelo que pagava ao Rei, em 1220, 14 morabitinos, de acordo com as Inquirições de D. Afonso II, e no tempo de D. Afonso III, 8 maravediz e metade da importância das multas. Continuava, então, S. João de Ester a ser uma paróquia autónoma, mas incluída no couto do Mosteiro beneditino de S. Romão do Neiva.
Desde a sua fundação que possuía igreja própria, sendo seu orago S. João Baptista. A edificação da igreja estava localizada no lugar de Ester, no sopé setentrional do Monte de Castelo do Neiva, num local que hoje é chamado de Portelas. Actualmente, ainda há vestígios desta igreja.
No século XII, iniciou-se o fenómeno de invasão de areias que afectou as áreas mais litorais da paróquia de S. João de Ester. Deste fenómeno ficaram marcas na toponímia, dos quais o mais evidente é o nome do lugar da Areia. Lordelo e Ester foram soterrados pelas areias, as casas destruídas, entre elas a primeira igreja. E as pessoas tiveram de se deslocar mais para o interior, para o lugar de Xafede, onde se vão reorganizar.
A desorganização da vida paroquial provocada pela destruição da igreja vai provocar a necessidade de se proceder à anexação da paróquia de S. João de Ester a Santa Maria das Areias, no século XVI, o que tinha sucedido, igualmente, a outras paróquias da diocese de Braga.
Posteriormente, vão as paróquias de Santa Maria das Areias, que entretanto dá origem ao lugar de Darque, e São João de Ester ser anexadas à paróquia de Santiago de Anha. S. João de Ester não desapareceu paroquialmente, mas perdeu grande parte da sua importância. Eclesiástica e civilmente anexa a Santiago de Anha, este lugar da freguesia de Anha estava integrado no Julgado de Neiva do concelho da comarca de Barcelos, que superintendia toda a administração económica, política e judicial deste território, situação que se manteve até à afirmação do regime liberal português de meados do século XIX. Em 1835, o espírito reformador liberal alterou todo o edifício administrativo português, criando sete províncias, dezassete distritos e reformulando os concelhos. Assim, foram muitos os concelhos que desapareceram e muitos os que foram criados e alterados, como o caso dos concelhos (atuais municípios) de Barcelos e de Viana. As freguesias entre o Rio Neiva e o Rio Lima passam a pertencer ao concelho (atual município) de Viana: Alvarães, Anha, Carvoeiro, Castelo de Neiva, Darque, Deocriste, Mazarefes, Mujães, Portela Suzã, São Romão, Subportela, Vila Franca, Vila Fria e Vila de Punhe.
A questão paroquial nunca foi esquecida pela população de Chafé. Em 1968 a paróquia de Chafé foi desanexada de S. Tiago de Anha, e em 1985, após um longo e conturbado processo social e político, foi criada a freguesia de Chafé.